# Крісталіна Георгієва
Крісталіна Іванова Георгієва (болг. Кристалина Иванова Георгиева; нар. 13 серпня 1953, Софія, Болгарія) — болгарська політична діячка. З 2 січня 2017 року — виконавчий керівник двох інституцій Світового банку — Міжнародного банку реконструкції та розвитку і Міжнародної асоціації розвитку. З 1 жовтня 2019 — директор-розпорядник Міжнародного валютного фонду.

## Життєпис
Після закінчення середньої школи в Софії вчилася в Інституті імені Карла Маркса (пізніше перейменований в Університет національного та світового господарства) за фахом «політична економія і соціологія». Там і захистила кандидатську дисертацію за темою «Політика захисту навколишнього середовища і економічний зріст у США».
З 1993 року співпрацює зі Світовим Банком. У березні 2008 року призначена корпоративним секретарем і віцепрезидентом з питань сталого розвитку. У січні 2010 року вона оголосила про свій намір піти у відставку з цієї посади у зв'язку з її висуненням до Європейської комісії.
З 9 лютого 2010 року обіймає посаду єврокомісара з міжнародного співробітництва, гуманітарної допомоги та кризового реагування в другій комісії Баррозу.
У Європейській комісії Юнкера обіймала дві посади — віцепрезидента та єврокомісара з питань бюджету та людських ресурсів.
28 вересня 2016 року уряд Болгарії висунув Георгієву на пост Генерального секретаря ООН. 5 жовтня після голосування в Раді Безпеки ООН, де вперше брала участь Георгієва, вона посіла восьме місце. Під час того ж голосування генсеком ООН обрали Антоніу Гутерреша.
28 жовтня Георгієва оголосила про своє рішення піти з посади єврокомісара і повернутися до співпраці зі Світовим Банком.
Георгієва також працювала членом опікунської ради і доцентом кафедри економічного факультету Університету національного та світового господарства в Болгарії.
Безпартійна. На європейському рівні належить до Європейської народної партії.
25 вересня 2019 Крісталіну обрали головою МВФ терміном на 5 років, повноваження офіційно почалися 1 жовтня 2019 року. Вона стала другою в історії Фонду жінкою-керівником МВФ та першим очільником-представником країни, що розвивається.

## Критика та звинувачення
У вересні 2021 року фірма WilmerHale, яку Світовий банк найняв для розслідування порушень під час підготовки звіту Doing Business за підсумками 2017-го і 2019 року, опублікувала 16-сторінковий звіт. Для його створення був проведений аналіз десятків тисяч документів та організовані інтерв'ю з десятками нинішніх і колишніх працівників Світового банку.
Згідно із висновками аудиторів, Георгієва (яка була на той момент виконавчим директором групу Банку) маніпулювала даними і лобіювала штучне підвищення позиції Китаю в цьому рейтингу. Її дії включали тиск на підлеглих та навіть візит Георгієвої додому до відповідального за Doing Business співробітника. У підсумку позиція Китаю в рейтингу підвищилася з 85-ї до 78-ї. Після скандалу Світовий банк зупинив створення цього рейтингу.
Міжнародний валютний фонд заявив, що очікує «більше деталей» і сподівається «дуже скоро» ухвалити рішення щодо майбутнього директорки-розпорядниці МВФ Кристаліни Георгієвої в цій організації.